# Ollada
En el Rosellón la ollada es un guiso de patatas, judías y coles o nabos, considerada el plato más típico y tradicional (con las bolas de picolat y la caracolada). El dicho tan reiterado «l'ollada, ben porquejada» (la ollada bien porqueada) indica cuál es el ingrediente fundamental, el cerdo, con las verduras del tiempo. En Vallespir  solían añadir cebada. Cómo la olla aranesa, se come todo mezclado, sin discernir el caldo para hacer sopa, como se suele hacer con el escudilla, y suele ser bastante más espesa.

## Platos similares
La ollada podría considerarse una especie de Olla (receta) ya que ocmo este es un guiso con patatas, legumbres, embutidos y carne de cerdo. 